# 張瑞希
張瑞希（1972年1月5日—），韓國女演員，常見錯譯為張瑞姬，以一部2002年的韓劇作品《人魚小姐》先後走紅韓國、台灣、中國大陸，2009年以韓劇《妻子的誘惑》再創事業高峰，素有「复仇女王」或「每日劇女王」之稱。

## 演藝經歷
小學四年級參加《漂亮兒童選拔大賽》獲得拍廣告的機會而出道，童星時期主要以廣告、主持為主。成人後，考上MBC第19期演員訓練班，新人演員時期曾以壞女人的角色短暫受到注目，後來曾做過採編、龍套、外景主持，經歷了13年的配角時期，也曾被選為主演但每次都會在開拍前遭到換角，期間也想過要放棄演戲，因媽媽的鼓勵才讓她堅持下去。
2002年，在《人魚小姐》編劇任成漢的作品中飾演配角，因其隨劇中季節變化而戴假髮的認真態度獲得任編劇的肯定，編劇當下就決定要找她演出《人魚小姐》的女主角雅俐瑛，為了演好這個角色，張瑞希與任編劇默默的準備8個月，雖然開拍前並不順利，所有人都反對由她演出女主角，也有男主角因而辭演，不過編劇與導演還是決定要讓張瑞希演出，找來了當時還是新人的金成珉飾演男主角，在所有人都不看好的情況下，《人魚小姐》在播出二週後收視率節節高升，張瑞希更在2002年的年底的頒獎典禮上成為五冠王，一夕成名。
在成名之後，隨之而來的卻是2006年至2008年的低潮期與空白期，因為有家人的支持跟宗教信仰才讓她度過這段低潮。2008年底開拍的《妻子的誘惑》是她復出的第一步，本來她認為收視率有20%就算成功了，卻沒想到收視率會突破40%，她的演藝事業也因此回升，於2009年獲得演藝生涯的第二個演技大賞。
在2009年成功復出之後，2010年張瑞希終於完成心願，主演她的第一部迷你系列劇的作品《婦產科女醫生》，雖然收視不盡理想，但劇情受到好評，張瑞希也因為角色有很大的突破，在演技及轉型方面都受到了肯定。

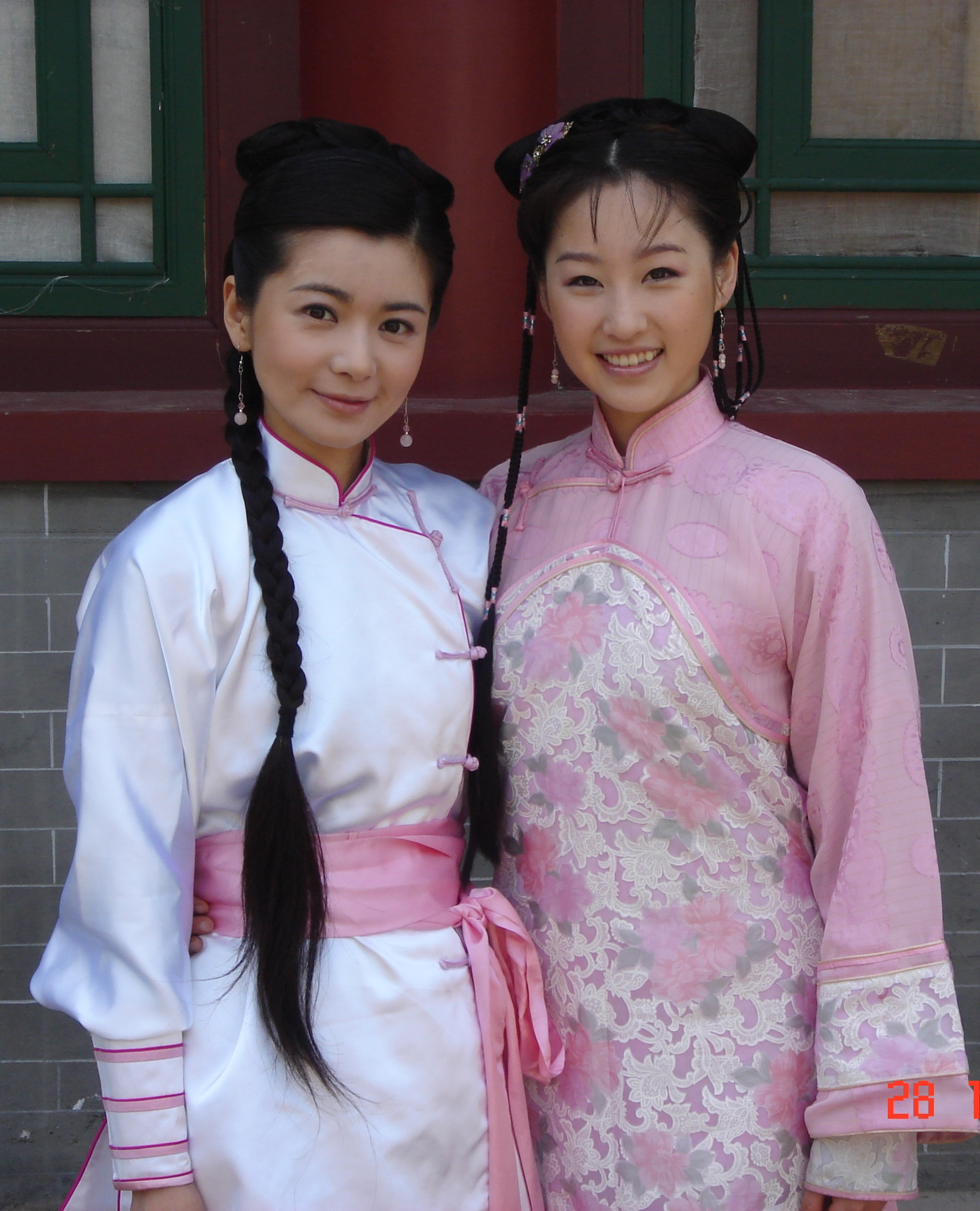
《庚子事變》與王祥入劇照

## 演出作品

### 電視劇
| 年份   | 電視台                                    | 劇名             | 角色           |
| ------ | ----------------------------------------- | ---------------- | -------------- |
| 1989年 | MBC                                       | 《蟲子的故事》   |                |
| 1990年 | MBC                                       | 《那女人》       | 健玉           |
| 1992年 | SBS                                       | 《小城市》       |                |
| 1993年 | KBS                                       | 《往十里》       |                |
| 1994年 | KBS                                       | 《韓明澮》       | 廢妃尹氏       |
| 1995年 | KBS                                       | 《西宮》         | 廢妃柳氏       |
| 1995年 | PSB                                       | 開台特集《海風》 |                |
| 1996年 | SBS                                       | 《媽媽的旗幟》   |                |
| 1996年 | SBS                                       | 《風之歌》       |                |
| 1996年 | KBS                                       | 《龍之淚》       |                |
| 1996年 | KBS                                       | 《媽媽出差中》   |                |
| 1997年 | KBS                                       | 《辛苦了》       |                |
| 1997年 | MBC                                       | 《預感》         |                |
| 1998年 | MBC                                       | 《為了愛》       | 正花           |
| 1998年 | KBS                                       | 《王與妃》       | 肃嫔洪氏       |
| 1999年 | MBC                                       | 《只有你一個》   |                |
| 2000年 | KBS                                       | 《太祖王建》     |                |
| 2000年 | MBC                                       | 《許浚》         | 仁嬪金氏       |
| 2000年 | SBS                                       | 《火花》         | 羅賢京         |
| 2000年 | MBC                                       | 《》             |                |
| 2000年 | SBS                                       | 《錢.COM》       |                |
| 2001年 | MBC                                       | 《轉角》         |                |
| 2001年 | MBC                                       | 《那女人的家》   | 朴彩妍         |
| 2002年 | MBC                                       | 《人魚小姐》     | 殷雅俐瑛       |
| 2003年 | MBC                                       | 《迴轉木馬》     | 成喬恩         |
| 2005年 | MBC                                       | 《愛情餐歌》     | 吳順真         |
| 2006年 | 廣西衛視、 陝西衛視                       | 《庚子風雲》     | 珍妃／白牡丹   |
| 2008年 | SBS                                       | 《妻子的誘惑》   | 具恩才／閔筱希 |
| 2010年 | SBS                                       | 《婦產科》       | 徐惠英         |
| 2012年 | 湖南衛視                                  | 《隋唐英雄》     | 張麗華         |
| 2012年 | 北京衛視、 山東衛視、 深圳衛視、 陝西衛視 | 《林師傅在首爾》 | 朴善姬         |
| 2014年 | KBS                                       | 《布穀鳥巢》     | 白妍希         |
| 2015年 | 安徽衛視、 深圳衛視                       | 《封神英雄》     | 黃貴妃         |
| 2015年 | MBC                                       | 《媽媽》         | 金允姬         |
| 2017年 | SBS                                       | 《姐姐風采依舊》 | 閔德萊／蘇敏靜 |
| 2022年 | MBC                                       | 《魔女的遊戲》   | 薛宥京         |

### 電影
| 年份   | 片名                                     | 角色   |
| ------ | ---------------------------------------- | ------ |
| 1981年 | 《朋友請安靜回頭》                       |        |
| 1982年 | 《火女》                                 |        |
| 1983年 | 《三天三夜》                             |        |
| 1993年 | 《關東太陽會（野望的大陸）》（中韓電影） | 美順   |
| 2003年 | 《新月夜航船》                           | 趙善會 |
| 2004年 | 《浪漫鬼屋》                             | 李楊華 |
| 2006年 | 《我的隊長金大出》                       | 愛蘭   |
| 2011年 | 《事物的秘密》                           | 李慧静 |
| 2017年 | 網劇《中二也無妨》                       | 梁寶美 |
| 2023年 | 《獨親》（독친）                             |        |

### 綜藝
- 2015年：《與您一起》第二季

## 主持
- 1981年：KBS《大家一起唱》(小主持)
- 1991年：《親親親 親蜜姊姊》(第七代)
- 1995年：MBC FM 深夜廣播 DJ
- 2002年：Channel [V] Korea 《張瑞希的情書》
- 2002年：MBC 十大歌手歌謠季
- 2003年：百想藝術大賞
- 2003年：MBC《和平音樂會》
- 2003年：MBC《蔚山夏日音樂會》
- 2004年：MBC第一屆南韓音樂祭
- 2004年：北京韓國電影展-中韓歌會
- 2005年：SBS 直播節目《TV演藝》
- 2009年：第14屆釜山國際影展 開幕主持
- 2011年：第48屆大鐘獎電影節

## 其他
- 2002年：CD燭光封面模特
- 2003年：金範洙《보고싶다》（想你）MV主演
- 2009年：妻子的誘惑OST特別版-演唱《罪無可恕》、《날 위한 이별》

## 獎項

### 大型頒獎禮獲獎獎項
| 年份   | 名稱                       | 獎項                              | 作品         | 結果 |
| ------ | -------------------------- | --------------------------------- | ------------ | ---- |
| 1991年 | 第27屆百想藝術大賞         | TV部門女子新人演技獎              | 那女人       | 獲獎 |
| 2002年 | MBC演技大賞                | 大賞                              | 人魚小姐     | 獲獎 |
| 2002年 | MBC演技大賞                | 人氣獎                            | 人魚小姐     | 獲獎 |
| 2002年 | MBC演技大賞                | 年度女演員獎                      | 人魚小姐     | 獲獎 |
| 2002年 | MBC演技大賞                | 最優秀女子演技獎                  | 人魚小姐     | 獲獎 |
| 2002年 | MBC演技大賞                | 最佳情侶獎（與金成珉）            | 人魚小姐     | 獲獎 |
| 2003年 | 第1屆安德列                | 金明星獎                          | 不適用       | 獲獎 |
| 2004年 | 韩国观光部                 | 韓流明星獎                        | 不適用       | 獲獎 |
| 2004年 | 韩国时尚大奖               | 最佳着装獎                        | 不適用       | 獲獎 |
| 2005年 | 第22届韩国最佳着装颁奖仪式 | 最佳着装獎                        | 不適用       | 獲獎 |
| 2006年 | 第1屆模特獎                | 韓流明星獎                        | 不適用       | 獲獎 |
| 2006年 | 第14屆春史電影獎           | 韓流文化獎                        | 不適用       | 獲獎 |
| 2006年 | 韩国国际电视节             | 感谢奖                            | 不適用       | 獲獎 |
| 2009年 | 第12屆上海國際電影節       | 環保明星獎                        | 不適用       | 獲獎 |
| 2009年 | 第12屆上海國際電影節       | 海外明星奖                        | 不適用       | 獲獎 |
| 2009年 | 第16屆SBS演技大賞          | 大賞                              | 妻子的誘惑   | 獲獎 |
| 2009年 | 第16屆SBS演技大賞          | 十大明星獎                        | 妻子的誘惑   | 獲獎 |
| 2017年 | 第24屆SBS演技大賞          | 日日劇&周末劇部門女子最優秀演技獎 | 姐姐風采依舊 | 獲獎 |
| 2023年 | MBC演技大獎                | 日日劇部門 女子最優秀演技獎       | 魔女的遊戲   | 獲獎 |